# Aptosid
aptosid — свободная операционная система, предназначенная для работы на настольных компьютерах, основанная на «нестабильной» ветке Debian, также известной под кодовым именем sid. До сентября 2010 года aptosid была известна как sidux.
Дистрибутив доступен в виде Live CD (загрузочного CD диска) для архитектур x86 и x86-64 с возможностью установки на жёсткий диск через графический установщик. Целью дистрибутива является создание стабильной, простой, современной, бесплатной и открытой операционной системы.

## Особенности
aptosid основан на самой современной ветке обновлений Debian sid. В комплектацию включено руководство и коллекция инструментов и сценариев для упрощённого управления системой.
Одной из примечательных особенностей aptosid, в отличие от большинства дистрибутивов Linux, является использование настоящего цикла обновлений rolling release, обеспечивающего актуальность установленной системы. Пользователи могут обновить все пакеты в системе с помощью команды aptitude full-upgrade. Благодаря этой модели, пользователю не нужно устанавливать полностью новую версию для обновления aptosid. Примерами других дистрибутивов Linux, использующих модель rolling release, являются Arch Linux и Gentoo.

### Распространение
Каждый релиз выпускается на Live CD или Live DVD, загружающих графический рабочий стол без установки. Также, с помощью руководства, можно сделать Live USB с помощью ISO-образа Live CD, для установки системы с USB-накопителя.

### Установка
Графический установщик может быть запущен прямо из Live-режима без перезагрузки. aptosid может быть установлена на внешние жёсткие диски, подключенные к USB-порту, а также на USB-флеш-накопители.

### Обновление
Как только aptosid установлен, он может поддерживаться в современном состоянии с помощью обновлений из репозиториев Debian sid и aptosid. Процесс обновления обычно можно запустить из консоли, используя aptitude. Из-за того, что послеустановочные или предустановочные скрипты установки пакетов Debian могут перезагрузить дисплейный менеджер во время обновления и могут вызвать конфликты между приложениями, запущенными в пользовательском пространстве, пользователям рекомендуется использовать обновление системы вне X (т.e. когда X-сервер не запущен). Поэтому, все обновления обычно делаются в режиме run-level 3.
Предупреждения по поводу обновлений опубликованы на главном сайте и на форуме в разделе «Upgrade Warnings».

## Поддержка
- IRC-канал #aptosid на irc.oftc.net, порт 6667
- Форум
- Руководствo aptosid предназначено не только для знакомства с системой: оно охватывает более комплексные темы, чтобы пополнить и обновить знания о Linux и помочь администратору систем aptosid в его работе.

### Многоязычность
Языком по умолчанию для релизов aptosid является английский, однако поддержка русского, немецкого, хорватского, датского, голландского, греческого, французского, итальянского, японского, португальского (бразильского и португальского разновидностей), румынского и испанского языков также имеется на DVD — поддержку нужного языка можно выбрать в загрузочном меню.

### Пакеты
aptosid поставляется с широким набором программ. Некоторые из них: окружения рабочего стола KDE / Xfce, офисный пакет LibreOffice, Iceweasel, amarok, digikam, gparted, gwenview, k3b, kaffeine, koffice, krita, krusader, sane, vdr, virtualbox, wireless-tools, xawtv, yakuake, и т. д.
Полный список пакетов доступен для каждого релиза в каталоге скачивания проекта под именем <имя_релиза>.manifest.

## Релизы
Релизы обычно были доступны в виде четырёх версий на CD, однако, начиная с релиза 2007-04.5, они стали распространяться на DVD и 2 CD здесь.
Начиная с релиза 2008-02, стала доступна большая (≈ 420 MB) Xfce-версия.
DVD-версии в конце года содержат больше программ и предустановленных языков.
| Релиз         | Кодовое имя                     | Дата выхода | Примечание о выпуске                                    |
| ------------- | ------------------------------- | ----------- | ------------------------------------------------------- |
| 2007-01       | chaos "Χάος"                    | 2007-02-22  | sidux 2007-01 release                                   |
| 2007-02       | tartaros "Τάρταρος"             | 2007-05-28  | sidux 2007-02                                           |
| 2007-03       | gaia "Γαια"                     | 2007-08-14  | sidux 2007-03.1 hotfix                                  |
| 2007-04       | eros "Ερως"                     | 2007-11-21  | sidux 2007-04                                           |
| 2007-04.5     | eros "Ερως" (Christmas-Special) | 2007-12-26  | sidux 2007-04.5 christmas special (копия с archive.org) |
| 2007-04.5 DVD | eros "Ερως" (DVD)               | 2007-12-30  | sidux DVD released (копия с archive.org)                |
| 2008-01       | nyx "Νυξ"                       | 2008-04-12  | sidux 2008-01                                           |
| 2008-02       | erebos "Ερεβος"                 | 2008-06-25  | sidux 2008-02                                           |
| 2008-03       | ourea "Ωυρεα"                   | 2008-09-22  | sidux 2008-03                                           |
| 2008-04       | pontos "Ποντος"                 | 2008-12-31  | sidux 2008-04                                           |
| 2009-01       | ouranos "Οὐρανος"               | 2009-02-14  | sidux 2009-01                                           |
| 2009-02       | aether "Άιθηρ"                  | 2009-07-15  | sidux 2009-02                                           |
| 2009-03       | momos "Μώμος"                   | 2009-11-11  | sidux 2009-03                                           |
| 2009-04       | moros "Μόρος"                   | 2009-12-31  | sidux 2009-04                                           |
| 2010-01       | hypnos "Ύπνος"                  | 2010-06-13  | sidux 2010-01                                           |
| 2010-02       | keres "Κῆρες"                   | 2010-09-14  | aptosid 2010-02                                         |
| 2010-03       | apate "Ἀπάτη"                   | 2010-12-26  | aptosid 2010-03                                         |
| 2011-01       | geras "Γῆρας"                   | 2011-02-06  | aptosid 2011-01                                         |
| 2011-02       | imera "Ἡμέρα"                   | 2011-07-13  | aptosid 2011-02                                         |
| 2011-03       | ponos "Πόνος"                   | 2011-12-31  | aptosid 2011-03                                         |
| 2012-01       | death "Θάνατος"                 | 2012-12-01  | aptosid 2012-01                                         |
| 2013-01       | Hesperides "Ἑσπερίδες"          | 2013-05-05  | aptosid 2013-01                                         |

| текущая версия | предыдущие версии |

### Программное обеспечение
Релизы aptosid содержат только свободное программное обеспечение, как было определено Debian Free Software Guidelines (DFSG). Для доказательства соответствия, общий «tarball», содержащий исходные версии всех пакетов, используемых в релизе, предоставляется вместе с ISO образами Live CD. Доступ к несвободному программному обеспечению, такому как кодеки, плагины и прошивки для WLAN может быть получен с помощью прописывания репозиториев contrib и non-free из Debian в каталоге /etc/apt/sources.list.d
Согласно своей эволюционной природе «нестабильной» ветки Debian, релизы aptosid не обеспечивают способов обновлений из предыдущих версий релизов. Как только релиз установлен, предпочтительно регулярно его обновлять с помощью команды «aptitude full-upgrade». Идея «релиза» состоит в улучшении аппаратной поддержки на Live CD, собранного из текущего нестабильного репозитория Debian, производительности, гибкости и надежности.

### Деривативы
Как и у других дистрибутивов Linux, у aptosid имеются ответвления, в основном версии на разных языках.
Вот имена некоторых из них:
- celtux[9] — ирландская локализация
- Deb-on-Air[10] — французская локализация
- myrinix[11] — Digital Home Edition
- sid-icewm-edu
- lxde-sid-lite[12] — легкая графическая система для использования на нетбуках, например на Asus EEE PC

## История
Проект sidux появился 24 ноября 2006 года, с целью обеспечить установку на жёсткий диск дистрибутива, основанного на Debian sid, с Live CD.
Первая предварительная версия sidux появилась 24 января 2007 года. Завершённый релиз появился 22 февраля 2007 года, с кодовым именем 2007-01 «Χάος»(chaos).
В феврале 2007 года sidux получил награду от DistroWatch в виде пожертвования на сумму 350 долларов.
Второй Live CD sidux был выпущен 28 мая 2007 года, с кодовым именем sidux-2007-02 «Τάρταρος» (tartaros).
Во время linuxtag 2007 (выставки свободного программного обеспечения в Берлине) была выпущена специальная linuxtag-редакция совместными усилиями KDE e.V. и sidux.
31 мая 2007 года была официально зарегистрирована sidux e.V. (ассоциация) под немецкой юрисдикцией.
15 ноября 2007 года sidux e.V. была принята в качестве некоммерческой организации по немецкому законодательству, задним числом по состоянию на 1 апреля 2007 года.
sidux поддерживался командой разработчиков, включая бывшего разработчика Kanotix Стефана Липперс-Холлмана (Stefan Lippers-Hollmann) (slh). Первоначальная администрация была под управлением The sidux Foundation, Inc., расположенная в США. Основанная в Берлине (Германия) некоммерческая организация sidux e.V. Архивная копия от 15 августа 2010 на Wayback Machine управляла и поддерживала проект до его завершения.
Из-за разногласий между sidux e.V. и разработчиками sidux, вся разработка sidux была остановлена в период с лета 2010 года до сентября 2010 года. Весь проект был переименован в aptosid, объявленный 11 сентября 2010 года. aptosid — это прямое обновление из sidux. Когда пользователь запускает aptitude full-upgrade в sidux, ему задается вопрос, хочет ли он изменить репозитории на новые из aptosid, и затем система стабильно обновляется до aptosid.

### sidux e.V
Некоммерческая ассоциация «sidux e.V.» была основана 1 апреля 2007 года в Берлине (Германия) для постоянной поддержки и финансирования. Её устав и цели выходили за рамки целей поддержки и распространения sidux. Из-за разногласий сотрудничество между sidux e.V. и разработчиками sidux закончилось летом 2010 года.

### Название
Часть sid в имени дистрибутива — производная от Debian sid (названному в честь персонажа Сида Филлипса (Sid Phillips) в «Истории игрушек», который губительно экспериментировал с игрушками своей сестры Ханны). Часть apto нового имени aptosid получается от латинского слова apto от aptus, которое означает соответствовать, адаптировать, настраивать или приготовить. Ещё одна интерпретация происходит от греческой фразы απ'το sid (ap’to sid), которая означает (происходит) от sid. Имена релизов взяты из греческой мифологии.
sidux и aptosid всегда пишутся маленькими буквами.